# Thamiocolus sahlbergi
Thamiocolus sahlbergi är en skalbaggsart som först beskrevs av Sahlberg 1845.  Thamiocolus sahlbergi ingår i släktet Thamiocolus, och familjen vivlar. Enligt den finländska rödlistan är arten sårbar i Finland. Arten har ej påträffats i Sverige. Artens livsmiljö är parker, gårdsplaner och trädgårdar.